# Grönglanstangara
Grönglanstangara (Tangara labradorides) är en fågel i familjen tangaror inom ordningen tättingar.

## Utseende
Grönglanstangaran är en liten tangara. Den verkar ofta rätt färglös, men i bra ljus syns artens unika havsgröna färg. Den har vidare en liten svart ögonmask, svart nacke och svarta vingar med tunna gröna kanter. Den är även beigefärgad på undre stjärttäckare och undergump, men det ses bara i vissa vinklar. Könen är lika. Arten är grönare än gyllennackad tangara och saknar berylltangarans paljetterade utseende.

## Utbredning och systematik
Grönglanstangara delas in i två underarter med följande utbredning:
- Tangara labradorides labradorides – förekommer i Anderna i västra Colombia och västra Ecuador
- Tangara labradorides chaupensis – förekommer i Anderna i nordöstra Peru (i söder till San Martín)

## Levnadssätt
Grönglanstangara hittas i Andernas subtropiska zon. Där är den en rätt vanlig medlem i artblandade kringvandrande flockar på cirka 1300 till 2300 meters höjd, i molnskogar och skogsbryn.

## Status
Arten har ett stort utbredningsområde och beståndet anses stabilt. Internationella naturvårdsunionen IUCN listar den därför som livskraftig (LC).